# The House Next Door (film 1914)
The House Next Door è un film muto del 1914 diretto da Barry O'Neil. La sceneggiatura di Clay M. Greene si basa sull'omonimo lavoro teatrale di J. Hartley Manners, presentato in prima a Broadway il 12 aprile 1914.
Prodotto dalla Lubin Manufacturing Company e distribuito dalla General Film Company, il film era interpretato da Edwin Barbour, Mrs. George W. Walters, Gaston Bell, Ethel Clayton, George Soule Spencer, Florence Williams.

## Trama
Quando erano bambini, a Cecil e Ulrica, figli di Sir John Cotswolt, era stato proibito di frequentare i figli di Isaac Jacobson, un mobiliere ebreo. Dopo che sono passati quindici anni, il nobile Cotswolt si trova in bancarotta mentre Jacobson, nel frattempo, è diventato molto ricco. Le due famiglie sono diventate vicine di casa e Cecil corteggia Esther, la figlia di Jacobson, mentre Ulrica si innamora di Adrian, il figlio maschio del ricco mercante. Le due storie d'amore incontrano però l'ostacolo delle famiglie che cercano di separare gli innamorati. Cecil viene mandato a studiare musica in Italia, mentre Ulrica viene destinata a sposare Clive Trevor, un frivolo dandy. Dopo due anni, Cecil, ritornato in Inghilterra, incontra grande successo con un suo lavoro al Grand Opera House. Il trionfo di Cecil induce le due famiglie alla riconciliazione. Cotswolt, però, ancora furioso, vede aumentare la sua ira quando il ricco Jacobson assume dei lavoranti per riparare la sua casa che, per cattiva manutenzione dovuta ai suoi problemi finanziari, sta per crollare. Durante una festa dai Jacobson, le fondamenta della casa di Cotswolt cedono e il padrone di casa resta ferito dai detriti dell'edificio che si sbriciola nel crollo. In convalescenza, il nobile inglese fa la pace con Jacobson, accettando ora di buon grado le nozze tra i loro figli e l'unione delle due famiglie.

## Produzione
Il film fu prodotto dalla Lubin Manufacturing Company.

## Distribuzione
Il copyright del film, richiesto dalla Lubin Mfg. Co., fu registrato il 18 agosto 1914 con il numero LU3216. Distribuito dalla General Film Company, il film uscì nelle sale cinematografiche statunitensi nell'ottobre 1914.
Non si conoscono copie ancora esistenti della pellicola che viene considerata presumibilmente perduta.